# Jean-Pierre Torrell
Jean-Pierre Torrell, né le 1er août 1927, est un dominicain français, théologien et spécialiste de l'œuvre de Thomas d'Aquin, professeur émérite à la faculté de théologie de l'Université de Fribourg.

## Biographie
Jean-Pierre Torrell a obtenu son doctorat de théologie aux Facultés dominicaines du Saulchoir de Paris. Il s'est ensuite spécialisé dans les études médiévales à l’université de Montréal. Il a enseigné la théologie fondamentale et l'ecclésiologie au Studium dominicain de Toulouse, puis à l’Université pontificale grégorienne (Rome) et à l'Université de St. Michael's College de Toronto, avant d'être nommé professeur d’ecclésiologie et de christologie à la faculté de théologie de l’Université de Fribourg (Suisse).
Ancien membre de la Commission léonine pour l’édition critique de l'œuvre de Thomas d’Aquin, Jean-Pierre Torrell en est l’un des spécialistes les plus reconnus. Benoît XVI le cite comme étant « le grand spécialiste de Saint Thomas » (Foi et théologie, éditions Parole et Silence 2019, page 20). Il a publié de nombreux ouvrages sur cette œuvre, en particulier sur la Somme théologique, qu'il a traduite, commentée, annotée, analysée. Il en a également publié plusieurs volumes d'extraits par thèmes de réflexion. Il est l'auteur de l'Encyclopédie : Jésus le Christ chez saint Thomas d'Aquin aux éditions du Cerf.

## Choix de publications
- Initiation à saint Thomas d'Aquin : Sa personne et son œuvre, Cerf, 1993
- Saint Thomas d'Aquin, maître spirituel : Initiation 2, Cerf, 1996
- La « Somme de théologie » de saint Thomas d'Aquin, Cerf, 1998
- Dieu qui es-tu ? Un homme et son Dieu, Cerf, 1999
- La Parole et la voix : Méditations – De l'Avent à Pentecôte, Cerf, 2007
- Inutile sainteté ? L'homme dans le miroir de Dieu, Cerf, 2007
- La Théologie catholique, Cerf, 2008
- Voici l'instant favorable : Méditations pour le Temps ordinaire, Cerf, 2008
- La Splendeur des saints : Dieu et le Christ dans le chœur des bienheureux – Méditations, Cerf, 2008
- Théologie et spiritualité, suivi de Confession d'un thomiste, Cerf, 2009
- Résurrection de Jésus et résurrection des morts : Foi, histoire et théologie, Paris, Cerf, coll. « Épiphanie », 2012, 243 p. (ISBN 978-2-204-09815-1)
- Pour nous les hommes et pour notre salut : Jésus notre Rédemption, Paris, Cerf, coll. « Épiphanie », 2014, 364 p. (ISBN 978-2-204-09993-6)
- Initiation à Saint Thomas d'Aquin : Sa personne et son oeuvre, Paris, Cerf, coll. « Théologies », 2015, 570 p. (ISBN 978-2-204-10553-8)
- La croix glorieuse : Libres méditations pour le temps de Pâques, Paris, Cerf, coll. « Épiphanie », 2015, 277 p. (ISBN 978-2-204-10387-9)
- Saint Thomas d'Aquin, maître spirituel : Initiation 2, Paris, Cerf, coll. « Vestigia », 2017, 552 p. (ISBN 978-2-204-12226-9)